# Besleria clivorum
Besleria clivorum är en tvåhjärtbladig växtart som beskrevs av Conrad Vernon Morton. Besleria clivorum ingår i släktet Besleria och familjen Gesneriaceae. Inga underarter finns listade i Catalogue of Life.